# Pietro Grossolano
Pietro Grossolano (XI secolo – Roma, 6 agosto 1117) è stato un arcivescovo cattolico italiano.

## Biografia
Iniziò la carriera ecclesiastica come primo superiore Preposito dell'importante Abbazia di Ferrania, fondata nel 1096 da Bonifacio del Vasto e dal nipote Enrico I Del Carretto. Nel 1098 fu eletto vescovo di Savona. Quando l'arcivescovo di Milano Anselmo partì per le crociate Grossolano si recò a Milano divenendo vicario generale di Anselmo, ma rimanendo nel contempo vescovo di Savona.
Alla notizia della morte di Anselmo, gli successe sulla cattedra arcivescovile (1102).
Alla sua elezione, si oppose l'anziano sacerdote Liprando, che dinanzi a un sinodo provinciale accusò Grossolano di simonia e propose la prova del fuoco come giudizio di Dio per comprovare le sue accuse. La vicenda, tramandata dallo storico Landolfo Iuniore è tornata di attualità in tempi più recenti, quando Enzo Jannacci e Dario Fo hanno composto su di essa la canzone Prete Liprando e il giudizio di Dio, che compare nell'album Enzo Jannacci in teatro.
Il 25 marzo 1103 furono preparate, sulla piazza della basilica ambrosiana, due grosse cataste di legna tra le quali c'era un passaggio di larghezza inferiore al metro. Venne appiccato il fuoco e Liprando vi passò in mezzo superando così la prova del fuoco dinanzi al popolo. Grossolano dovette abbandonare Milano e si recò a Roma, dove il Concilio Lateranense lo ristabilì sulla cattedra milanese nel 1105. Inviso ai milanesi, non poté rientrare nella diocesi e si recò in pellegrinaggio a Gerusalemme e a Costantinopoli dove, alla presenza dell'imperatore Alessio, tenne diverse dispute teologiche con i Greco-ortodossi, i quali lo chiamavano Grisolao. Verso il 1112 i milanesi elessero come nuovo arcivescovo Giordano da Clivio.
Nel 1116 papa Pasquale II ingiunse a Grossolano di fare ritorno alla diocesi di Savona, ma Grossolano umiliato si recò invece a Roma, ove morì il 6 agosto 1117 nel monastero di san Saba, sull'Aventino.